# Oh Sang-eun
Oh Sang-eun (kor. 오상은, ur. 13 kwietnia 1977 w Daegu) – południowokoreański tenisista stołowy.

## Kariera sportowa
Członek kadry narodowej i olimpijskiej mężczyzn w tenisie stołowym w Korei Południowej. Jest sponsorowany przez japońską firmę tenisa stołowego Butterfly. W światowym rankingu ITTF najwyżej uplasował się na 5. miejscu.
- Obecne miejsce w światowym rankingu ITTF: 12
- Styl gry: praworęczny, obustronny, rotacyjny, regularny i precyzyjny atak topspinowy, z nastawieniem na forhend w półdystansie

Sprzęt:
- Deska: Oh Sang Eun (OFF)
- Okładziny: Tenergy 64 (grubość podkładu: 2.1 mm; po obu stronach)

## Osiągnięcia
- Srebrny medalista igrzysk olimpijskich w turnieju drużynowym z reprezentacją Korei Południowej w 2012
- Brązowy medalista igrzysk olimpijskich w turnieju drużynowym z reprezentacją Korei Południowej w 2008
- 2-krotny srebrny medalista Mistrzostw Świata w turnieju drużynowym z reprezentacją Korei Południowej w 2006 i 2008
- 1. miejsce w turnieju Korea Open w grze pojedynczej w 2007
- 2. miejsce w finale turnieju rozgrywek z cyklu ITTF Pro Tour w 2006
- Brązowy medalista mistrzostw świata w grze pojedynczej w 2005
- 1. miejsce w turnieju Santiago Open w 2005
- 2. miejsce w turnieju Denmark Open w grze podwójnej w parze z Francuzem Patrickiem Chilą w 2002